# Józef Kobus
Józef Kobus (ur. 27 lutego 1897 w Świnach, zm. 6 lipca 1926 tamże) – żołnierz piechoty Wojska Polskiego II Rzeczypospolitej, uczestnik wojny polsko-bolszewickiej, kawaler Krzyża Srebrnego Orderu Wojskowego Virtuti Militari.

## Życiorys
Syn Stanisława (rolnika) i Antoniny z domu Szymańskiej.
Ukończył szkołę ludową. W styczniu 1919 roku wstąpił jako ochotnik do odrodzonego Wojska Polskiego. Otrzymał przydział do 28 pułku Strzelców Kaniowskich, w którego szeregach wziął udział w wojnie polsko-bolszewickiej. Szczególnie odznaczył się w dniu 16 sierpnia 1920 roku pod wsią Mokre, kiedy to wykonał ryzykowne zadanie zwiadowcze na tyłach wojsk wroga. Za wykazane wówczas męstwo odznaczony został Krzyżem Srebrnym Orderu Virtuti Militari, co zostało następnie potwierdzone dekretem Wodza Naczelnego marszałka Józefa Piłsudskiego L. 2660 z dnia 28 lutego 1921 roku (opublikowanym w Dzienniku Personalnym Ministerstwa Spraw Wojskowych Nr 12 z dnia 26 marca 1921 roku).
Po zakończeniu działań wojennych został przeniesiony do rezerwy w stopniu starszego szeregowego. Mieszkał i pracował w rodzinnych Świnach pod Koluszkami, gdzie zmarł w 1926 w wyniku długotrwałej choroby. Spoczął na miejscowym cmentarzu. Józef Kobus nie zdążył założyć rodziny.

## Ordery i odznaczenia
- Krzyż Srebrny Orderu Wojskowego Virtuti Militari nr 629[4][1]